# Brymela fluminensis
Brymela fluminensis là một loài Rêu trong họ Hookeriaceae. Loài này được (Geh. & Hampe) W.R. Buck mô tả khoa học đầu tiên năm 1987.